# Fábio Jr.
Fábio Corrêa Ayrosa Galvão, mais conhecido Fábio Jr. (São Paulo, 21 de novembro de 1953), é um cantor, compositor, multi-instrumentista e ator brasileiro. Considerado um dos maiores cantores românticos do país, marcou época com canções que atravessaram gerações e o tornaram amplamente conhecido, o que lhe rendeu o status de "galã nacional". Entre suas músicas de maior sucesso, destacam-se "Pai" (1979), "20 e Poucos Anos" (1979), "O Que Que Há?" (1982), "Quando Gira o Mundo" (1985), "Caça e Caçador" (1988), "Alma Gêmea" (1994) e "Só Você" (1997).
Paralelo a sua carreira musical, Fábio também iniciou uma carreira como ator na década de 1970, tendo protagonizado telenovelas como Cabocla (1979), O Amor É Nosso (1981), Louco Amor (1983) e Antônio Alves, Taxista (1996); porém seus trabalhos mais marcantes foram em Roque Santeiro (1985) como o famoso ator Roberto Mathias e em Pedra sobre Pedra (1992) como o charmoso fotógrafo Jorge Tadeu, ambos trabalhos escritos por Aguinaldo Silva. No cinema, Fábio atuou no premiado filme Bye Bye Brasil (1979); tendo tido também uma experiência como apresentador no talk-show Programa Fábio Jr., exibido pela RecordTV entre 1999 e 2001.
Ao longo dos anos, a vida íntima de Fábio também se tornou popular entre a mídia e seus fãs, principalmente pelos diversos casamentos que teve, entre eles com as atrizes Glória Pires, Guilhermina Guinle, Patrícia de Sabrit e Mari Alexandre; além de ser pai dos artistas Cleo e Fiuk.

## Biografia e carreira
Nos anos 1960, junto com seus irmãos formou um conjunto que tocava no programa Mini-Guarda na Rede Bandeirantes, no auge da Jovem Guarda. O nome do grupo era Os Namorados, depois passou a se chamar Bossa 4 e finalmente Arco-Íris. Chegaram a se apresentar como calouros no programa do Chacrinha.
Ainda na Rede Bandeirantes, aos 13 anos passou a fazer teleteatro ao lado de Cacilda Becker e na TV Cultura, atuou no episódio "Um pássaro em meu ombro", ao lado de Etty Fraser e Paulo Autran. Em 1971 já em carreira solo gravou canções em inglês (com pseudônimos como Uncle Jack e Mark Davis, sendo que como o último teve um hit, "Don't Let Me Cry", de 1973). Adotou o pseudônimo de Fábio Jr. embora nem tenha o mesmo nome que seu pai, para não ser confundido com o ator Flávio Galvão e começou a apresentar o programa Hallelluyah! na extinta TV Tupi ao lado do cantor Sílvio Brito. A televisão foi um meio fundamental para a carreira de Fábio. Gravou seu primeiro compacto como Fábio Júnior em 1975, e em 1976 lançou seu primeiro álbum, que continha 12 faixas, tendo Paulo Coelho como produtor, o mesmo de Raul Seixas, mas não obteve o sucesso nacional que era esperado. No mesmo ano, foi convidado para participar, na Rede Globo, da novela Despedida de Casado  que acabou sendo censurada, mas o elenco foi aproveitado para a novela Nina em 1977, na mesma emissora. No episódio "Toma que o Filho é Teu" do seriado Ciranda Cirandinha, em 1978 cantou sua composição "Pai", e Janete Clair escolheu a canção como tema de abertura de sua nova trama, Pai Herói. Em 1979 atuou no filme Bye Bye Brasil, de Cacá Diegues.
Seu segundo LP foi lançado em 1979, mas Fábio Júnior não abandonou a carreira de ator, trabalhando nas novelas Cabocla, em 1979, Água Viva, em 1980, O Amor É Nosso, em 1981, e Louco Amor, em 1983, todas na Rede Globo. Em 1983 gravou seu primeiro especial para a TV (Nunca Deixe de Sonhar) e passou a se dedicar somente à carreira de cantor, cuja tradição em baladas românticas já lhe haviam dado o epíteto de sucessor de Roberto Carlos. Em 1985 voltou à televisão com a novela Roque Santeiro e trocou a Som Livre pela CBS. Na nova gravadora, passou a se dedicar à carreira em castelhano, com auge em 1987, quando ganhou o prêmio Antorcha de Plata (Tocha de Prata) no festival chileno de Viña del Mar.
Ainda em 1987, Fábio Júnior gravou, com a cantora galesa Bonnie Tyler, a canção "Sem Limites pra Sonhar" pela gravadora CBS e vendeu quase meio milhão de cópias, alcançando enorme sucesso no Brasil e na América Latina.

## Vida pessoal
Fábio casou-se sete vezes e tem cinco filhos: Cleo, Krizia, Tainá, Fiuk e Záion. Em 1976, se casou pela primeira vez com Tereza de Paiva Coutinho, que não faz parte do meio artístico. Com a atriz Glória Pires, casou pela segunda vez, com quem teve uma filha, a também atriz e cantora Cleo. É também pai de Krizia, Tainá e Fiuk, frutos do seu casamento com Cristina Karthalian. Foi casado com a atriz Guilhermina Guinle de 1993 a 1998. Em 2001, casou-se com a atriz Patrícia de Sabrit, mas o casal se separou três meses depois. Casou-se pela sexta vez no dia 1 de setembro de 2007 com a modelo Mari Alexandre. Em 2009, nasceu o primeiro e único filho do casal, Záion. Devido a uma vasectomia feita por Fábio, Mari recorreu a fertilização in vitro para conseguir engravidar. Separaram-se em 2010. Em novembro de 2016 casou-se pela sétima vez com Fernanda Pascucci.

## Discografia

### Álbuns de estúdio
- (1975) Mark Davis
- (1976) Fábio Júnior
- (1979) Fábio Jr.
- (1981) Fábio Jr.
- (1982) Fábio Jr.
- (1984) Fábio Jr.
- (1985) Fábio Jr.
- (1986) Sem Limites pra Sonhar
- (1988) Vida
- (1991) Intuição
- (1992) Fábio Jr.
- (1993) Desejos
- (1994) Fábio Jr.
- (1995) Fábio Jr.
- (1996) Obrigado
- (1998) Compromisso
- (1999) Contador de Estrelas
- (2000) De Alma e Coração
- (2002) Acústico
- (2004) O Amor é Mais
- (2006) Minhas Canções
- (2009) Romântico
- (2011) Íntimo
- (2015) Fábio Jr.

### Álbuns ao vivo
- (1989) Fábio Jr. ao Vivo
- (1990) Fábio Jr. ao Morto
- (1997) Só Você e Fábio Jr. ao Vivo
- (2003) Fábio Jr. ao Vivo (também lançado em DVD)
- (2008) Fábio Jr. & Elas (gravado em 1998; também lançado em DVD)
- (2012) Íntimo ao Vivo (também lançado em DVD)

### Coletâneas
- (2005) Mais de 20 e Poucos Anos (box com 5 CDs + 1 DVD)
- (2007) Minha História (box com 3 CDs + 1 DVD)

## Filmografia

### Televisão
| Ano  | Título                                                  | Personagem                 | Notas                          |
| ---- | ------------------------------------------------------- | -------------------------- | ------------------------------ |
| 1977 | Nina                                                    | Alvinho / Anjinho          |                                |
| 1978 | Ciranda Cirandinha                                      | Hélio                      |                                |
| 1979 | Malu Mulher                                             | Jorginho                   | Episódio: "Ainda Não é Hora"   |
| 1979 | Cabocla                                                 | Luís Jerônimo Vieira Pires |                                |
| 1980 | Água-Viva                                               | Marcos Mesquita            |                                |
| 1981 | O Amor É Nosso                                          | Pedro                      |                                |
| 1982 | Pirlimpimpim                                            | Príncipe                   | Especial de fim de ano         |
| 1983 | Louco Amor                                              | Luís Carlos Becker         |                                |
| 1985 | Roque Santeiro                                          | Roberto Mathias            |                                |
| 1991 | Brasileiras e Brasileiros                               | Zeca Paneleiro             | Episódio: "14 de maio"         |
| 1991 | Escolinha do Professor Raimundo: 25 Anos dos Trapalhões | Joselino Barbacena         | Especial do Criança Esperança  |
| 1992 | Pedra sobre Pedra                                       | Jorge Tadeu                |                                |
| 1993 | Você Decide                                             | Ele mesmo                  | Episódio: "Ídolo Perdido"      |
| 1996 | Antônio Alves, Taxista                                  | Antônio Alves              |                                |
| 1998 | Corpo Dourado                                           | Billy Cruz                 |                                |
| 1999 | Programa Fábio Jr.                                      | Apresentador               |                                |
| 2004 | A Diarista                                              | Ele mesmo                  | Episódio: "Fama, Mesa e Banho" |
| 2010 | Tal Filho, Tal Pai                                      | Fábio                      | Especial de fim de ano         |
| 2014 | Superstar                                               | Jurado                     | Temporada 1                    |

### Cinema
| Ano  | Título                    | Personagem      |
| ---- | ------------------------- | --------------- |
| 1979 | Bye Bye Brasil            | Ciço            |
| 2015 | Qualquer Gato Vira-Lata 2 | Jorge           |
| 2017 | Fala Sério, Mãe!          | Ele mesmo       |
| 2021 | A Sogra Perfeita          | Ele mesmo       |
| 2021 | Sing 2                    | Big Daddy (voz) |
| 2022 | Me Tira da Mira           | Jorge           |